# مدار شمسي تزامني

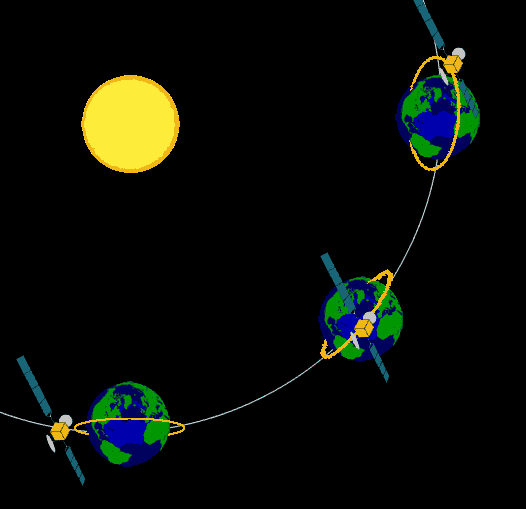
مستوى مدار قمر اصطناعي متزامن مع الشمس يبقى طول السنة بنفس الزاوية مع الشمس

تبسيطاً وبالمقارنة مع المدار الأرضي الجغرافي المتزامن، المدار المتزامن مع الشمس هو مدار شمسي المركز (يدور حول الشمس) شعاعه حوالي 24360 جيجا متر، (0,1628و.ف)، بحيث الفترة الدورانية لجسم في هذا المدار تساوي فترة دوران الشمس حول نفسها.

بالنسبة لقمر اصطناعي، المدار المتزامن مع الشمس هو مدار أرضي (حول الأرض) بحيث تم اختيار ارتفاعه وزاوية ميلان لتبقى الزاوية بين اتجاه الشمس ومستواه ثابتة تقريبا. القمر الاصطناعي في مثل هذا المدار يمر فوق نقطة معينة على سطح الأرض في نفس الساعة الشمسية المحلية. يُسْتَخْدَم هذا المدار بواسطة الأقمار الاصطناعية التي تقوم جميع الملاحظات الفوتوغرافية في الضوء المرئي، لأن شدة ضوء الشمس في المكان المعين لا تتغير كثيراً من صورة واحدة إلى أخرى: أقمار الأرصاد الجوية، أقمار التجسس، أقمار الاستشعار عن بعد...إلخ. إنه مدار قطبي (يمر بالقرب من القطب)، مدار أرضي منخفض (ما بين 600 و 1000 كلم) ودورية قصيرة (ما بين 96 و 110 دقيقة). القمر الصناعي يقطع حوالي 12 مرات في اليوم خط الاستواء ويدور فوق المكان حوالي الثالثة مساء.

## المبدأ
الاستخدام الأكثر شيوعا للمدار المتزامن مع الشمس هو أنه على وجه الخصوص مدار أرضي حيث تم اختيار ارتفاعه وزاوية ميلان لتبقى الزاوية بين اتجاه الشمس ومستواه ثابتة تقريبا على الرغم من انجراف العقدة المدارية الذي يؤدي إلى بدارية مستوى المدار. هذا الانجراف يرجع إلى تأثير امتداد خط الاستواء للأرض. إنه لديه علاقة مع زاوية زاوية الميلان، نصف المحور الرئيسي والشذوذ المداري للمدار. القمر الاصطناعي في مثل هذا المدار يمر فوق نقطة معينة على سطح الأرض في نفس الساعة الشمسية المحلية. ستكون هناك تذبذبات سنوية للساعة الشمسية لوقت المرور بسبب الشذوذ المداري الأرضي.

## التقنيات
هذه المدارات ممكنة في مجال من الارتفاعات، عادة حوالي 600-1000 كيلومتر، لفترات دورانية بين 96 و 110 دقيقة، مع زاوية ميلان من حوالي 98 إلى 100 درجة. انجراف مستوى المدار هو إذن 0,9856 درجة في اليوم الواحد أي 360 درجة في السنة.
عدة خيارات ممكنة لهذا الشكل الأساسي: قمر صناعي يمكن أن يكون له مدار متزامن مع الشمس، حيث تكون «ساعة المرور الشمسية ثابتة» فقط في نقطة معينة من المدار، عادة الحضيض. لكن في هذه الحالة تدخل تأثيرات التفلطح الاستوائي، دوران الحضيض في مستوى المدار مما يؤدي إلى إزالة الكثير من الاهتمام للمدار البيضاوي الشكل (إهليلج). المدار المتزامنة مع الشمس دائرية تقريبا كلها.
اختيار الفترة المدارية، وبالتالي الارتفاع، يعتمد على معدل المرور اليومي المطلوب، القمر الصناعي يعبر خط الاستواء في الوقت نفسه في كل مرة، ولكن على خطوط طول مختلفة عند كل مرور لأن الأرض تدور حولها. على سبيل المثال، الفترة المدارية من 96 دقيقة، والتي تنقسم في يوم شمسي إلى (15 مرة)، يعني أن القمر الصناعي يعبر خط الاستواء في خمسة عشر خطوط طول مختلفة خلال مدارات على متوالية، للعودة إلى خط الطول الأول كل 15 مرور، مرة واحدة في اليوم.
مدار منتصف النهار / منتصف الليل هو حالة خاصة للمدار مدار متزامن مع الشمس حيث وقت المرور هو منتصف النهار ومنتصف الليل لخطوط الطول الاستوائية.
المدار الشفقي هو مدار متزامن مع الشمس حيث وقت المرور يتزامن مع شروق الشمس أو غروبها.
كلما ازداد ارتفاع الأقمار الصناعية، كلما ازدادت زاوية الميلان المطلوبة، وهذا يقلل من فائدة المدار بشكل مرتفع. أولا، لأن دقة الكليشيهات تضعف عند زيادة الارتفاع، وثانيا لأن الميل المتزايد (أكبر من 90 درجة)، يجعل القمر الصناعي لا يمر فوق خطوط العرض العليا. المدارات المتزامنة مع الشمس النموذجية لديها ميل ب 98 درجة، والتي تضمن تغطية جيدة للكرة الأرضية.
المدار المتزامن مع الشمس ممكن أيضا حول بعض الكواكب الأخرى، مثل المريخ، حيث تفلطح الكوكب ضعف تفلطح الأرض. المسبار الفضائي كلوبال سيرفاير يمر فوق المريخ كل 14 ساعة.

## العناصر التقنية
بالنسبة لمدار مباشر، البدارية هي حركة تراجعية، وهذا يعني، في الاتجاه المعاكس لدوران الأرض، إذن المدار المتزامن مع الشمس هي مدارات دات حركة تراجعية تضمن بدارية ذات حركة تراجعية. تقديرات جيدة لمعدل البدارية بالنسبة لحالة مدار دائري (شدود مداري منعدم) يمكن كتابتها على شكل:

{\displaystyle \omega _{p}=-{\frac {3a^{2}}{2r^{2}}}J_{2}\omega \cos i}

حيث {\displaystyle \omega _{p}} معدل البدارية للعقدة المدارية (براديان/ ثانية)، {\displaystyle a} شعاع خط الاستواء الأرضي 6.378137 مليون متر،{\displaystyle \omega } سرعته الزاوية ({\displaystyle 2\pi } راديان / دوريته)، {\displaystyle i} زاوية ميلانه و {\displaystyle J_{2}} المعامل الثاني للشكل الحركي للأرض (1,08×10−3). هذه الأخيرة مرتبطة بالتفلطح كالآتي: 

{\displaystyle J_{2}={\frac {2\epsilon _{E}}{3}}-{\frac {a^{3}\omega _{E}^{2}}{3GM_{E}}}}

حيث {\displaystyle \epsilon _{E}} معدل التفلطح الأرضي،{\displaystyle \omega _{E}} معدل دوران الأرض (7,292 115×10−5 راديان/ثانية)، و {\displaystyle GM_{E}} هو ناتج جداء ثابت الجاذبية وكتلة الأرض (3,986 004 418×1014 متر³/ثانية ²).

صيغة بسيطة، مستمدة من المعادلات أعلاه، تربط الكميات {\displaystyle r}, {\displaystyle a} و {\displaystyle i} :
{\displaystyle r} / {\displaystyle a} = 1,93669 (- cos {\displaystyle i} ) 2/7

## تاريخ
سيموس 2 هو أول قمر اصطناعي يصل إلى مدار متزامن مع الشمس عام 1961.